# Marjan Pečar
Marjan Pečar (ur. 27 stycznia 1941 w Mojstranie, gmina Kranjska Gora, zm. 1 sierpnia 2019 w Bistricy pri Tržiču) – jugosłowiański skoczek narciarski, uczestnik Zimowych Igrzysk Olimpijskich 1968.
W 1968 wystartował w zimowych igrzyskach olimpijskich w Grenoble. Wziął udział w obu konkursach skoków i zajął 46. miejsce na skoczni normalnej i 39. na skoczni dużej.
Dwukrotnie uczestniczył także w mistrzostwach świata w narciarstwie klasycznym. W 1962 w konkursie na skoczni K-60 zajął 27. miejsce. Nie wystartował natomiast w konkursie na skoczni K-90. W kolejnych mistrzostwach zajął 32. miejsce na skoczni normalnej i 34. na skoczni dużej.
W latach 1959–1968 startował w konkursach Turnieju Czterech Skoczni. Pięciokrotnie plasował się w pierwszej dwudziestce konkursów, a najwyższe miejsce w karierze zajął 30 stycznia 1965 w Oberstdorfie, gdzie był trzynasty.

## Osiągnięcia

### Igrzyska olimpijskie
| Igrzyska       | Data           | Skocznia | Konkurs | Skok 1    | Skok 1 | Skok 2    | Skok 2 | Nota łączna | Miejsce | Strata | Zwycięzca          | Źródło |
| Igrzyska       | Data           | Skocznia | Konkurs | Odległość | Nota   | Odległość | Nota   | Nota łączna | Miejsce | Strata | Zwycięzca          | Źródło |
| -------------- | -------------- | -------- | ------- | --------- | ------ | --------- | ------ | ----------- | ------- | ------ | ------------------ | ------ |
| 1968, Grenoble | 11 lutego 1968 | normalna | ind.    | 76,5      | 104,7  | 61,0      | 65,4   | 170,1       | 46.     | 46,4   | Jiří Raška         | [ 9 ]  |
| 1968, Grenoble | 18 lutego 1968 | duża     | ind.    | 91,0      | 93,8   | 81,5      | 79,0   | 172,8       | 39.     | 58,5   | Władimir Biełousow | [ 10 ] |

### Mistrzostwa świata
| Mistrzostwa    | Data           | Skocznia | Konkurs | Skok 1    | Skok 1 | Skok 2    | Skok 2 | Skok 3    | Skok 3 | Nota łączna | Miejsce | Strata | Zwycięzca     | Źródło |
| Mistrzostwa    | Data           | Skocznia | Konkurs | Odległość | Nota   | Odległość | Nota   | Odległość | Nota   | Nota łączna | Miejsce | Strata | Zwycięzca     | Źródło |
| -------------- | -------------- | -------- | ------- | --------- | ------ | --------- | ------ | --------- | ------ | ----------- | ------- | ------ | ------------- | ------ |
| 1962, Zakopane | 21 lutego 1962 | normalna | ind.    | 66,0      | 100,2  | 64,5      | 98,4   | 66,0      | 97,5   | 198,6       | 27.     | 25,0   | Toralf Engan  | [ 4 ]  |
| 1966, Oslo     | 19 lutego 1966 | normalna | ind.    | 72,0      | 97,5   | 70,5      | 97,6   | -         | -      | 195,1       | 32.     | 39,5   | Bjørn Wirkola | [ 6 ]  |
| 1966, Oslo     | 27 lutego 1966 | duża     | ind.    | 74,5      | 83,6   | 74,5      | 83,6   | -         | -      | 167,2       | 34.     | 48,1   | Bjørn Wirkola | [ 7 ]  |